# Municipio de Smithton (Illinois)
El municipio de Smithton (en inglés: Smithton Township) es un municipio ubicado en el condado de St. Clair en el estado estadounidense de Illinois. En el año 2010 tenía una población de 4275 habitantes y una densidad poblacional de 50,15 personas por km².

## Geografía
El municipio de Smithton se encuentra ubicado en las coordenadas 38°25′57″N 89°59′5″O / 38.43250, -89.98472. Según la Oficina del Censo de los Estados Unidos, el municipio tiene una superficie total de 85.24 km², de la cual 83.61 km² corresponden a tierra firme y (1.91%) 1.63 km² es agua.

## Demografía
Según el censo de 2010, había 4275 personas residiendo en el municipio de Smithton. La densidad de población era de 50,15 hab./km². De los 4275 habitantes, el municipio de Smithton estaba compuesto por el 97.36% blancos, el 0.8% eran afroamericanos, el 0.21% eran amerindios, el 0.47% eran asiáticos, el 0.12% eran isleños del Pacífico, el 0.14% eran de otras razas y el 0.91% pertenecían a dos o más razas. Del total de la población el 1.33% eran hispanos o latinos de cualquier raza.